# Kateřina Šafránková
Kateřina Šafránková (* 8. Juni 1989 in Kolín, Tschechoslowakei) ist eine tschechische Leichtathletin, die sich auf den Hammerwurf spezialisiert hat und aktuell Inhaberin des Landesrekordes ist.

## Sportliche Laufbahn
Erste internationale Erfahrungen sammelte Kateřina Šafránková im Jahr 2006, als sie bei den Juniorenweltmeisterschaften in Peking mit einer Weite von 57,60 m auf den elften Platz gelangte. Im Jahr darauf gewann sie bei den Junioreneuropameisterschaften in Hengelo mit 62,95 m die Silbermedaille und auch bei den Juniorenweltmeisterschaften 2008 in Bydgoszcz gewann sie mit 63,13 m die Silbermedaille. 2009 gewann sie bei den U23-Europameisterschaften in Kaunas mit 63,01 m die Silbermedaille hinter der Moldauerin Zalina Marghieva und im Jahr darauf schied sie bei den Europameisterschaften in Barcelona mit 62,63 m in der Qualifikationsrunde aus. 2011 belegte sie bei den U23-Europameisterschaften in Ostrava mit 67,94 m den vierten Platz und anschließend gelangte sie bei der Sommer-Universiade in Shenzhen mit 67,18 m auf Rang sechs. Im Jahr darauf verpasste sie bei den Europameisterschaften in Helsinki mit 66,51 m den Finaleinzug und nahm anschließend an den Olympischen Sommerspielen in London teil, bei denen sie mit 66,16 m ebenfalls in der Qualifikationsrunde ausschied.
2014 belegte sie bei den Europameisterschaften in Zürich mit 64,94 m den neunten Platz und 2016 wurde sie bei den Europameisterschaften in Amsterdam mit 69,55 m erneut Neunte. Anschließend nahm sie erneut an den Olympischen Sommerspielen in Rio de Janeiro teil und verpasste dort mit 68,33 m den Finaleinzug. Im Jahr darauf belegte sie bei den Weltmeisterschaften in London mit 71,45 m im Finale den achten Platz und 2018 schied sie bei den Europameisterschaften in Berlin mit 64,85 m in der Vorrunde aus. 2019 schied sie bei den Weltmeisterschaften in Doha mit 65,46 m ebenfalls in der Qualifikationsrunde aus.
In den Jahren 2008 und 2011 sowie 2016, 2018 und 2019 und 2021 wurde Šafránková tschechische Meisterin im Hammerwurf.